# Mira Abendroth
Maria Magdalena „Mira“ Abendroth (* 30. November 1878 in Lemberg; † 4. Juni 1949 in Kiedrich) war eine österreichische Opernsängerin.

## Leben
Mira Abendroth wurde als Tochter einer aus Schlesien stammenden Tuchmacherfamilie geboren. Wie ihre wesentlich bekanntere Schwester Irene Abendroth (1872–1932) wurde auch Mira eine Opernsängerin. Im Jahre 1901 debütierte sie in der Rolle der Barbarina in Wolfgang Amadeus Mozarts Le nozze di Figaro an der Hofoper in Dresden, wo sie bis 1903 auch in kleineren Rollen, wie z. B. als eine der Schwestern in William Schwenck Gilberts und Arthur Sullivans Der Mikado, zu sehen war. In den Jahren 1903 und 1904 gastierte sie im Großherzoglichen Hoftheater von Schwerin und war danach von 1905 bis 1907 am Herzoglichen Hoftheater Altenburg und von 1907 bis 1908 im Stadttheater Mainz engagiert. Dabei kam sie unter anderem in Stücken wie Tragaldabas von Eugen d’Albert in der Rolle der Laura, in Cavalleria rusticana von Pietro Mascagni in der Rolle der Lola oder in Die lustige Witwe von Franz Lehár in der Rolle der Hannah zum Einsatz. Bekannt war sie vor allem für ihre Stimmfrische, Verve und Anmut ihrer Darstellung, sowie ihre Vielseitigkeit.